# Lâu đài ở Lanckorona

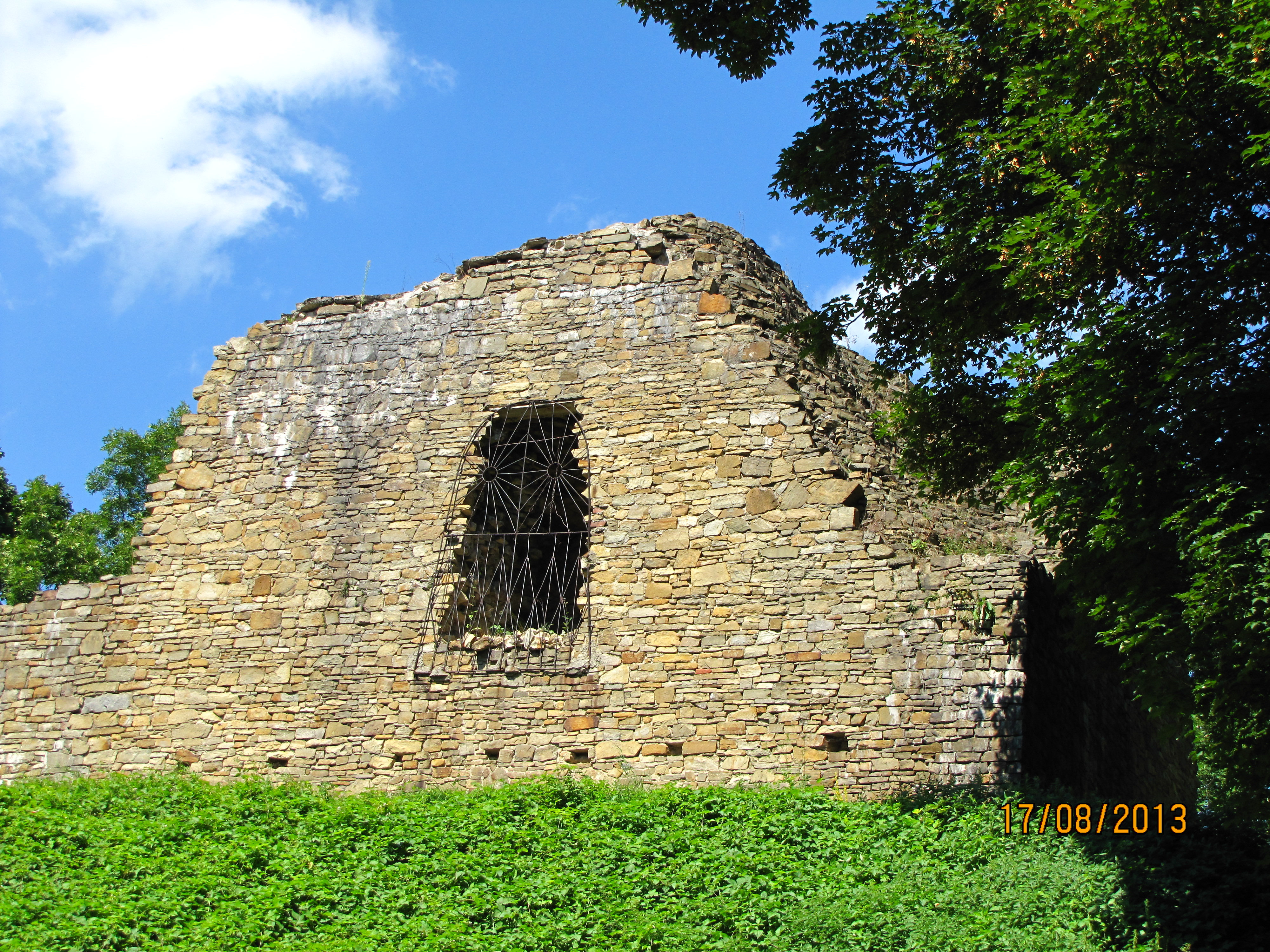
Tàn tích - Lâu đài ở Lanckorona (2013)

Lâu đài ở Lanckorona (tiếng Ba Lan: Zamek w Lanckoronie) là một lâu đài thời Trung cổ (hiện nay còn lại tàn tích) tọa lạc ở làng Lanckorona, huyện Wadowicki, tỉnh Małopolskie, Ba Lan. Công trình kiến trúc này có tên trong danh sách di tích.

## Lịch sử
| Mốc lịch sử | Mô tả |
| ----------- | --- |
| Thế kỷ 14   | Lâu đài ở Lanckorona được Casimir III Đại đế xây dựng để bảo vệ con đường đến Kraków và khu vực Công quốc Oświęcim.                                   |
| Thế kỷ 18   | Lâu đài được tái thiết. Các pháo đài nằm ở các góc và một cây cầu kéo dẫn đến cổng chính được xây thêm vào khu phức hợp lâu đài.                      |
| Thế kỷ 19   | Lâu đài bị chính quyền Vương quốc Galicia-Lodomeria phá hủy. Sau năm 1880, những gì còn sót lại của lâu đài dần rơi vào tình trạng sụp đổ và tàn lụi. |
| Hiện nay    | Tàn tích còn sót lại gồm: nền móng của tháp và một phần các bức tường lá chắn.                                                                        |

## Kiến trúc
Thành trì nguyên bản từ thời Trung cổ có hình chữ nhật và có hai tòa tháp. Sau quá trình tái thiết vào thế kỷ 18, khu phức hợp lâu đài có thêm các pháo đài nằm ở các góc và một cây cầu kéo dẫn đến cổng chính.

## Ảnh

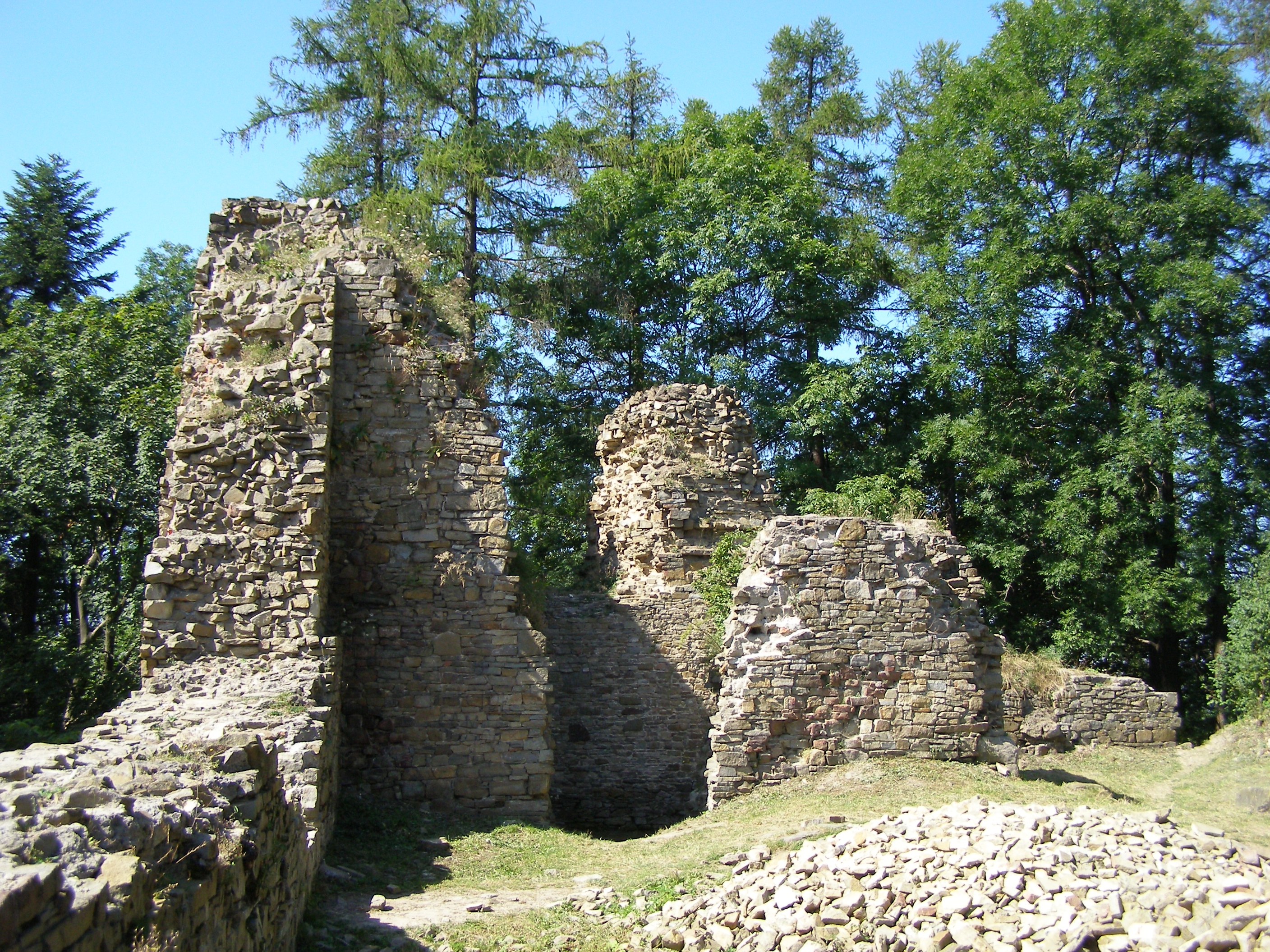
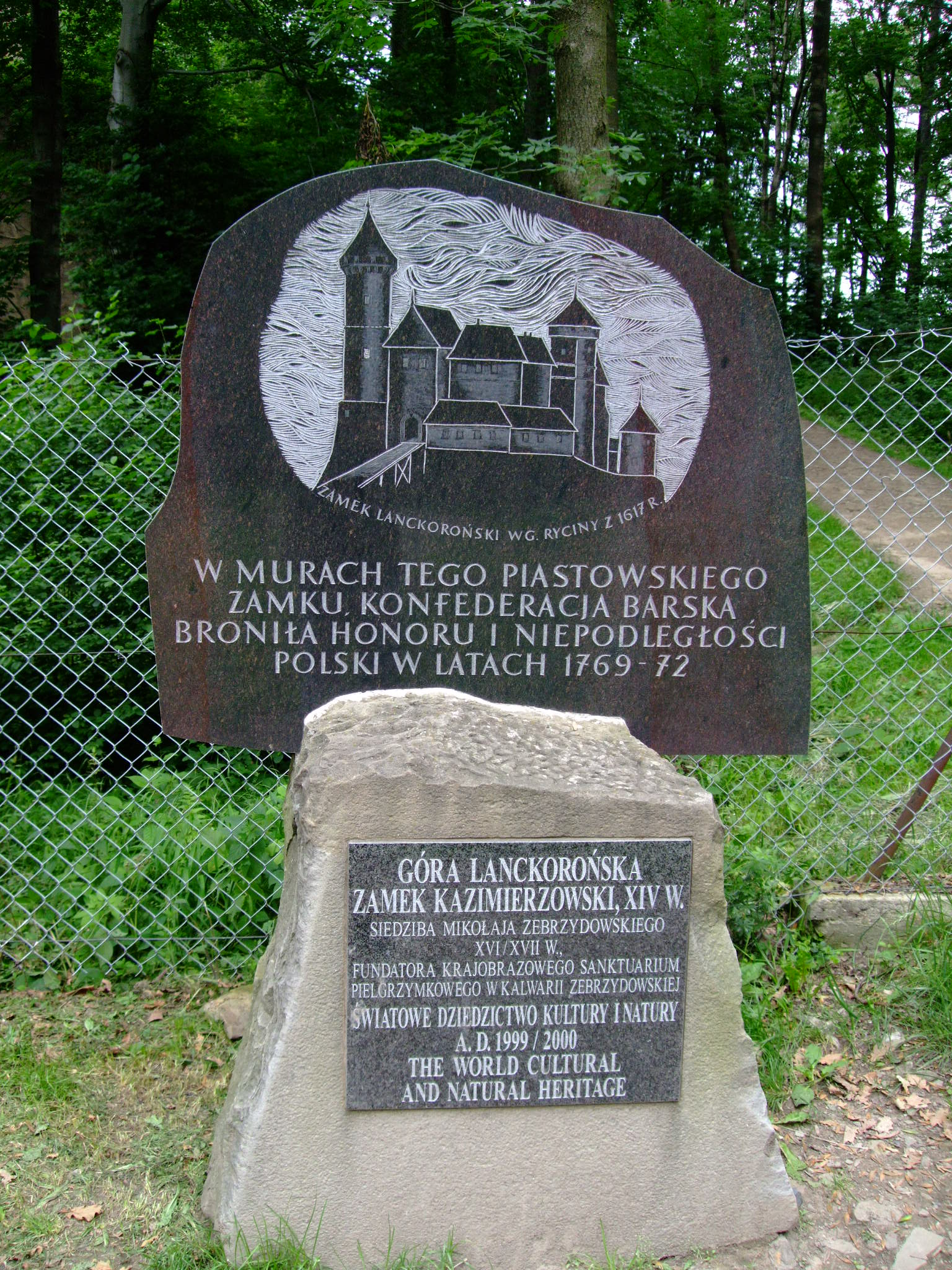
Tượng đài kỷ niệm các sự kiện liên quan đến Lâu đài
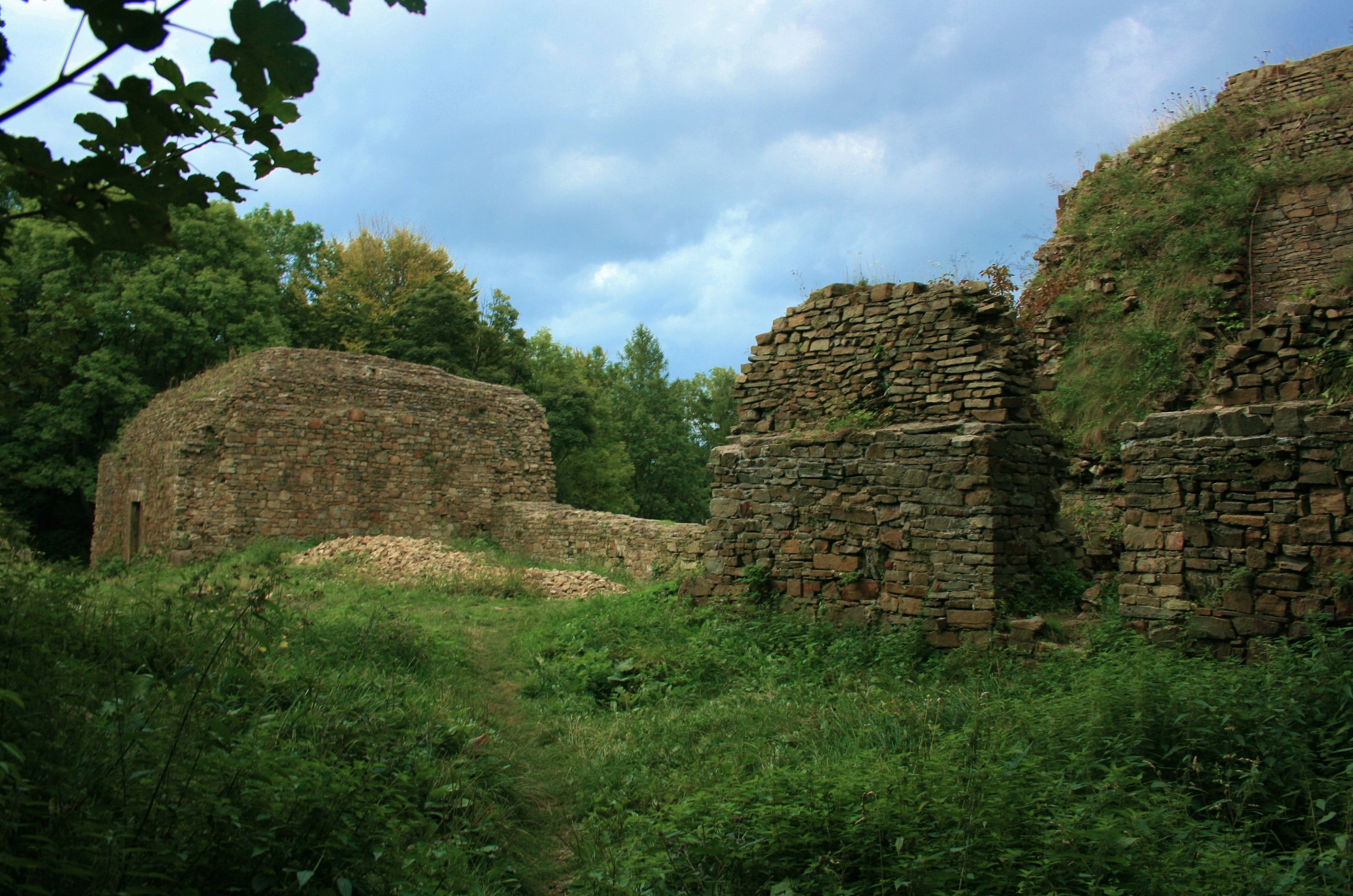
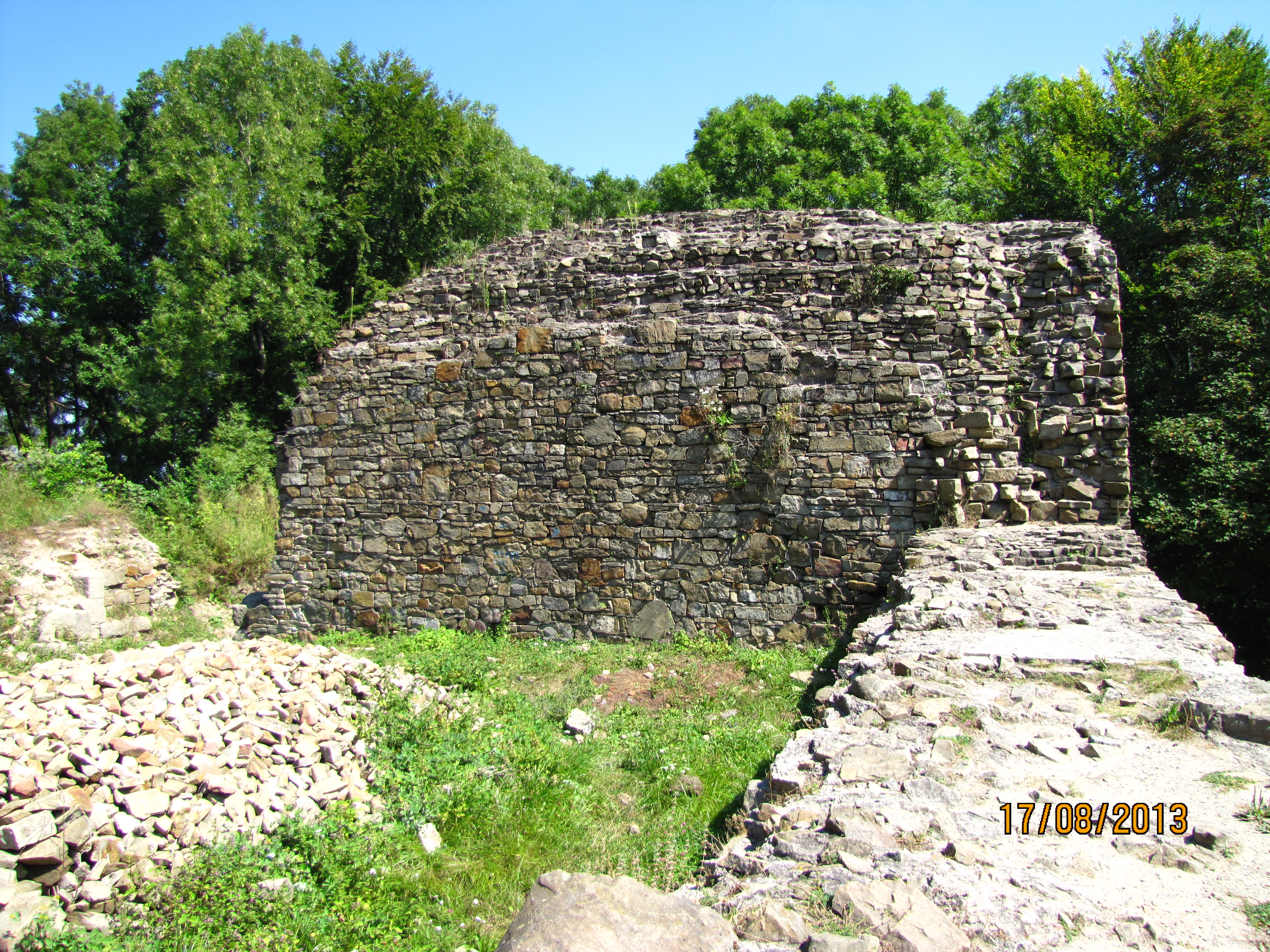